# التسلق (صراع العروش)
التسلق (بالإنجليزية: The Climb)‏ هي الحلقة السادسة من الموسم الثالث من المسلسل الفانتازي صراع العروش، والمُقتبس من سلسلة روايات أغنية الجليد والنار للمؤلف جورج ر. ر. مارتن، وهي الحلقة رقم 26 من المسلسل ككل. عُرضت الحلقة لأول مرة في 5 مايو 2013، على شبكة إتش بي أو المُنتجة للمسلسل، وكانت من كتابة ديفيد بينيوف، ودي. بي. وايس، ومن إخراج أليك ساخاروف.

## ملخص الحلقة
في «كنيغز لاندينغ»، (تايوين) يُكرِه (أولينا تيريل) على الموافقة على زواج (لوراس) من (سيرسي)، كما يُناقِش (تيريون) و (سيرسي) تداعيات هذا الأمر. تلتقي (ميليساندري) في «ريفر رن» الأخويّة وتشتري (غيندري) صاحِب الدماء الملكيّة لتُضحّي به. أما (روب) بعد وصولِه إلى اللورد (فراي) يُحاول تَرضيته بسبب نكثه للوعد أن يتزوّج إحدة بناتِه، ويعرض عليه أن يقوم عمّه بالزواج من الفتاة التي يُريدُها. أما (روز بولتون) يُخطّط لإرسال (جايمي) إلى العاصمة ولكن (جايمي) يرفض ذلك ولا يتخلّى عن (برين). وفي مكنٍ غير معلوم ما زال (ثيون) يُعذّب على يد مجهول. وفي الشمال، يواصِل (سام) رِحلَته مع (جيلي) وطفلها الرضيع؛ و (جون سنو) يُناقِش مع (يغريت) أمر تَسلّق الجدار والهجوم على القلعة.

## الإنتاج
سيناريو الحلقة كان من كتابة ديفيد بينيوف، ودي. بي. وايس، وأُختير أليك ساخاروف لإخراجها. كان ديفيد كاتزنيلسون مديرًا لتصوير الحلقة، وأورال نوري أوتي محررًا لها، أما موسيقى الحلقة التصويرية فكانت من تلحين رامين جوادي.

## نسب المشاهدة
| الموسم | الموسم | رقم الحلقة | رقم الحلقة | رقم الحلقة | رقم الحلقة | رقم الحلقة | رقم الحلقة | رقم الحلقة | رقم الحلقة | رقم الحلقة | رقم الحلقة | المتوسط |
| الموسم | الموسم | 1          | 2          | 3          | 4          | 5          | 6          | 7          | 8          | 9          | 10         | المتوسط |
| ------ | ------ | ---------- | ---------- | ---------- | ---------- | ---------- | ---------- | ---------- | ---------- | ---------- | ---------- | ------- |
|        | 1      | 2.22       | 2.20       | 2.44       | 2.45       | 2.58       | 2.44       | 2.40       | 2.72       | 2.66       | 3.04       | 2.52    |
|        | 2      | 3.86       | 3.76       | 3.77       | 3.65       | 3.90       | 3.88       | 3.69       | 3.86       | 3.38       | 4.20       | 3.80    |
|        | 3      | 4.37       | 4.27       | 4.72       | 4.87       | 5.35       | 5.50       | 4.84       | 5.13       | 5.22       | 5.39       | 4.97    |
|        | 4      | 6.64       | 6.31       | 6.59       | 6.95       | 7.16       | 6.40       | 7.20       | 7.17       | 6.95       | 7.09       | 6.84    |
|        | 5      | 8.00       | 6.81       | 6.71       | 6.82       | 6.56       | 6.24       | 5.40       | 7.01       | 7.14       | 8.11       | 6.88    |
|        | 6      | 7.94       | 7.29       | 7.28       | 7.82       | 7.89       | 6.71       | 7.80       | 7.60       | 7.66       | 8.89       | 7.69    |
|        | 7      | 10.11      | 9.27       | 9.25       | 10.17      | 10.72      | 10.24      | 12.07      | غ/م        | غ/م        | غ/م        | 10.26   |
|        | 8      | 11.76      | 10.29      | 12.02      | 11.80      | 12.48      | 13.61      | غ/م        | غ/م        | غ/م        | غ/م        | 11.99   |

## وصلات خارجية
- التسلق على موقع IMDb (الإنجليزية)
- التسلق على موقع ميتاكريتيك (الإنجليزية)
- التسلق على موقع روتن توميتوز (الإنجليزية)
- التسلق على موقع أول موفي (الإنجليزية)